# Bathyaulax bicolor
Bathyaulax bicolor är en stekelart som beskrevs av Szepligeti 1906. Bathyaulax bicolor ingår i släktet Bathyaulax och familjen bracksteklar. Inga underarter finns listade.